# Malindipiplärka
Malindipiplärka (Anthus melindae) är en afrikansk fågel i familjen ärlor inom ordningen tättingar.

## Utseende och läte
Malindipiplärkan är en stor piplärka med kraftig näbb, långa och kraftiga ben och lång stjärt. Underisdan är kraftigt streckad, ovansidan brun och på huvudet syns ett tydligt ljust fjäderstreck. Näbbroten och benen är bjärt skärgula. Arten skiljs från andra piplärkor genom en kombination av utbredningsområde, levnadsmiljö, storlek, kraftig kroppsbyggnad, genomgående mörk fjäderdräkt väldigt kraftig streckning undertill. Sången består av ett långsamt upprepat "churee" och det vanligaste lätet är ett stigande "sveet".

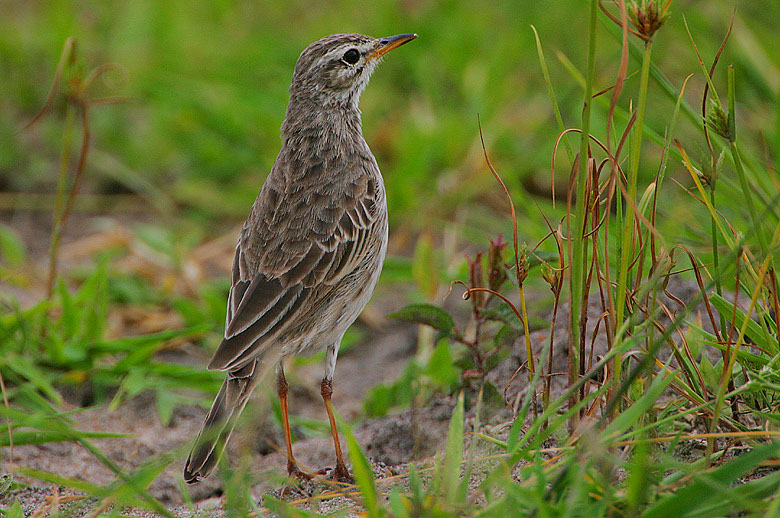

## Utbredning och systematik
Malindipiplärka förekommer endast i kusttrakter i Östafrika. Den delas in i två underarter med följande utbredning:
- Anthus melindae mallablensis – förekommer i Somalia (nordöstra Mogadishu i Mallable-regionen)
- Anthus melindae melindae – förekommer i kustvattnen i södra Somalia och sydöstra Kenya (i söder till Mombasa)

### Släktestillhörighet och släktskap
DNA-studier visar att arterna i släktet Anthus inte står varandra närmast, där bland andra typarten för släktet ängspiplärkan är närmare besläktad med piplärkorna i Macronyx än malindipiplärka med släktingar. Det medför att malindipiplärkan antingen kommer föras till ett annat släkte i framtiden, eller att Macronyx inkluderas i Anthus. Inga större taxonomiska auktoriteter har dock ännu implementerat dessa nya forskningsresultat. Samma studier visar att malindipiplärkan står nära brunryggig piplärka. Dessa två är vidare närbesläktade med arter som afrikansk piplärka, större piplärka och orientpiplärka.

## Levnadssätt
Malindipiplärkan påträffas i kustnära gräsmarker, framför allt säsongsmässigt översvämmade. Den hittas också i jordbruksmarker.

## Status
Malindipiplärkan har ett rätt begränsat utbredningsområde, men beståndet anses vara stabilt. IUCN kategoriserar arten som livskraftig.

## Namn
Malindi är ett distrikt i Kustprovinsen i Kenya, tillika namnet på dess huvudort.